# Beleg van Rhodos (1480)

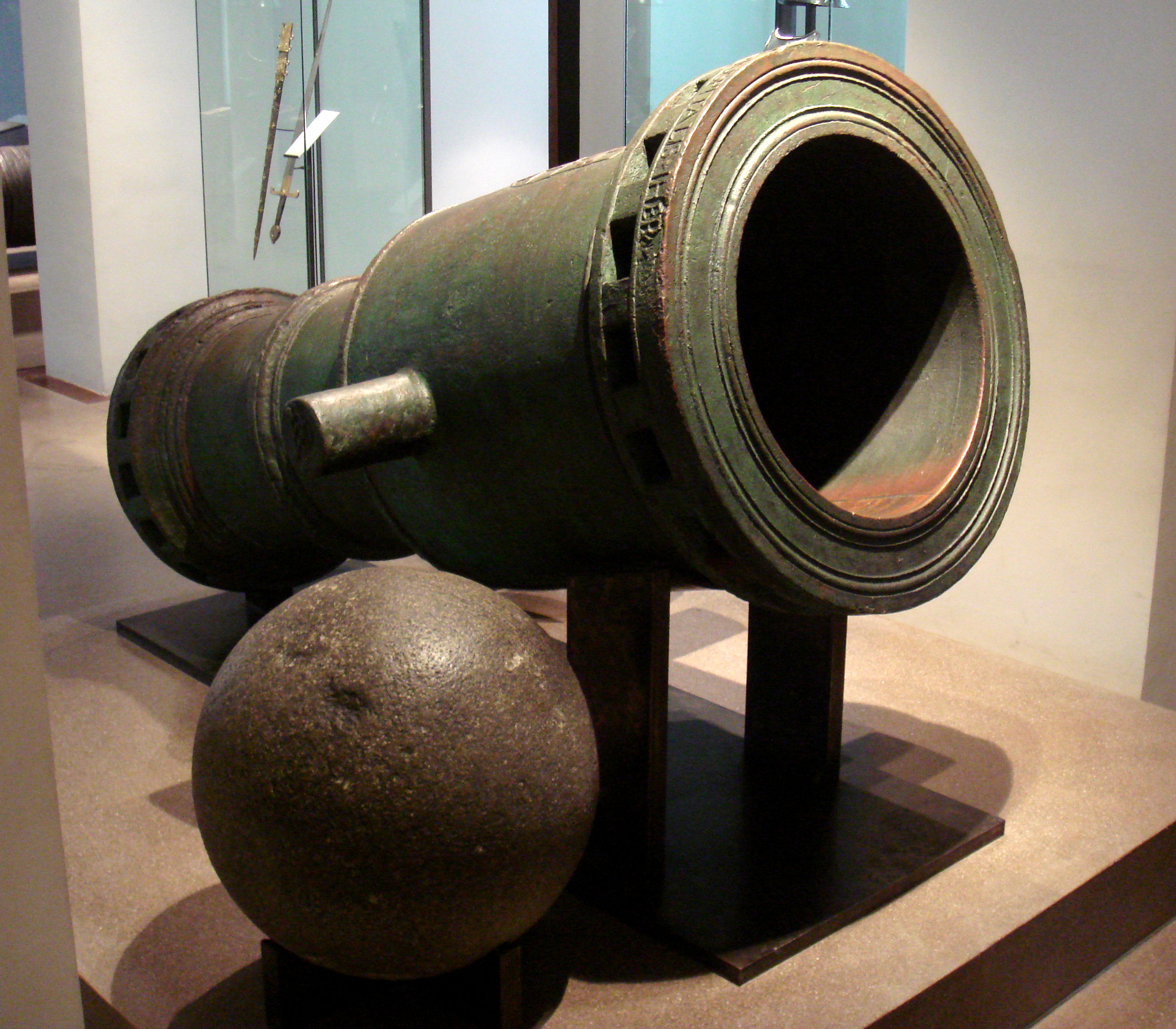
Deze zware bombarde mortieren werden gebruikt ter verdediging van Rhodos tussen 1480 en 1500, ze waren speciaal voor de Orde gemaakt.

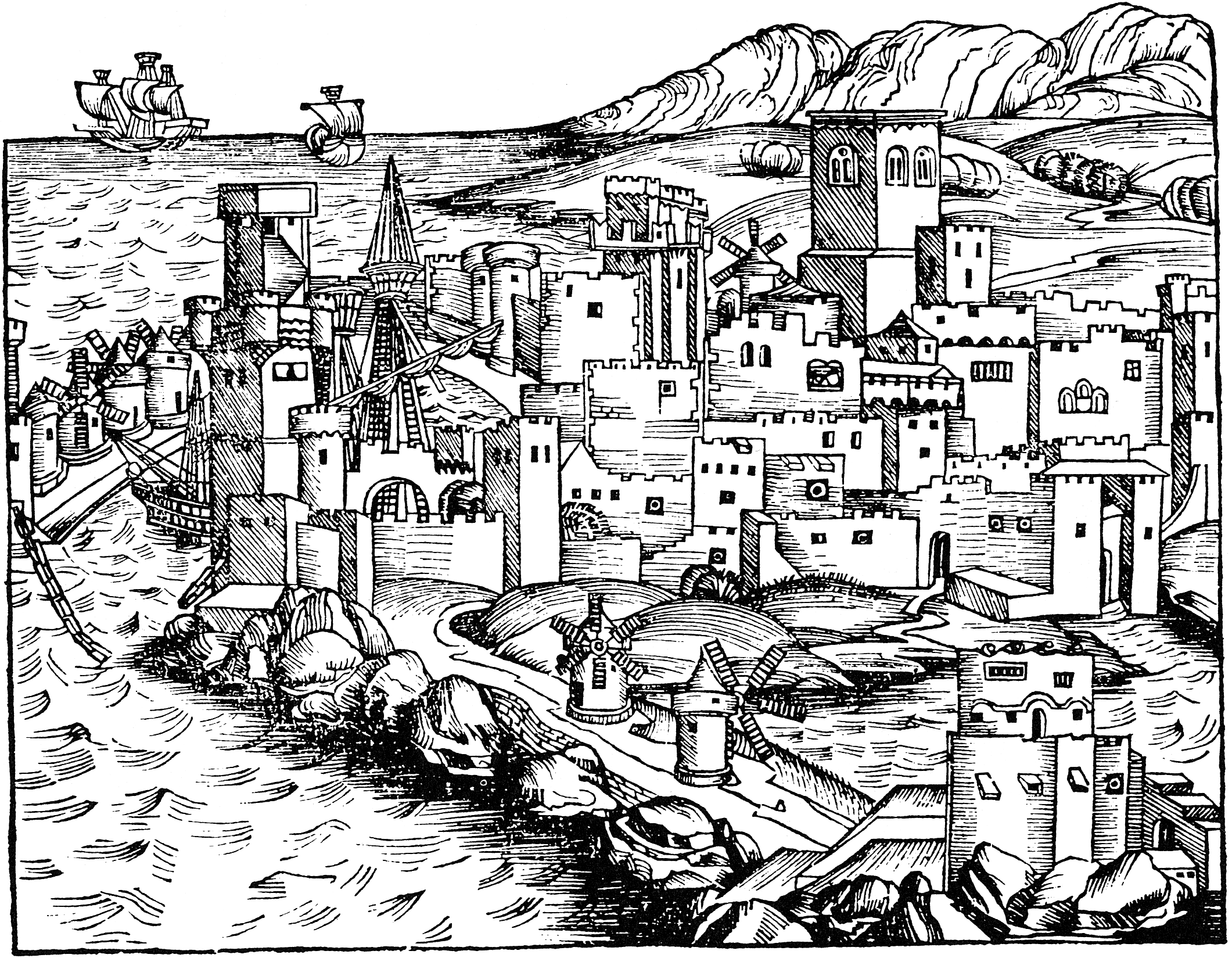
Een schets van de plaats Rhodos in 1493.

Het Beleg van Rhodos in 1480 was een slag tussen het Ottomaanse Rijk van sultan Mehmet II en de militaire Orde van Sint Jan van Jeruzalem onder leiding van grootmeester Pierre d'Aubusson. De slag begon op 23 mei en eindigde na een dramatisch verlopen stormloop op 28 juli. Het eiland was in militair en economisch opzicht belangrijk vanwege de strategische ligging in de Middellandse Zee.

## Voorbereidingen
In 1470 en 1475 werden al de bewoners en ridders van de eilanden Tilos en Chalki geëvacueerd naar Rhodos. Die eilanden werden ontruimd omdat ze te kwetsbaar waren voor aanvallen van het Ottomaanse Rijk. Op Rhodos was een garnizoen gelegerd van de Hospitaalridders, Pierre d'Aubusson had oproepen uit doen gaan aan ridders elders in Europa om naar het eiland te komen en de verdediging te ondersteunen. Ongeveer 400 ridders gaven daaraan gehoor. Ook kwamen er zo'n 2.000 Franse soldaten onder leiding van Antoine d'Aubusson, een broer van de grootmeester van de Orde. Ten slotte liet d'Aubusson een reeks bijzonder zware kanonnen met munitie vervaardigen voor de verdediging, de zogenaamde bombarde mortier. Dit stuk artillerie kon kogels afschieten van zo'n 260 kilogram.

## Slag
Op 23 mei 1480 verscheen het Ottomaanse leger voor Rhodos in de Golf van Trianda. De Ottomaanse schepen hadden zo'n 100.000 man aan boord. Het leger werd geleid door Gedik Ahmed Pasja en Mesih Pasha. 
Het was voor de Ottomanen belangrijk om het strategische punt van de Toren van Sint-Nicolaas in te nemen. De Ottomanen richtten echter hun aandacht op de twee havens van Rhodos, om via die kant de toren te kunnen veroveren. De Turkse artillerie begon onophoudelijk het gebied te bombarderen. De Grootmeester spoedde zich naar het nieuwe front en wist de aanval fel af te slaan. Kort daarop volgde een tweede aanval gericht op de toren, dit keer via de oostelijke muur. Door middel van een fortificatie achter de bestaande muur werd ook deze aanval afgeslagen, maar het kostte de orde veel doden.
De laatste slag speelde zich af bij de Joodse wijk van de stad. Bij de dageraad van 27 juli begonnen de Turken met een krachtige aanval. De voorhoede bestond uit 2500 Janitsaren en het was hun bedoeling om de toren van de Langue van Italië in te nemen en de stad binnen te trekken. Een harde strijd volgde. De grootmeester, gewond op vijf verschillende plaatsen, gaf zich niet over en streed nog steeds met de lans in de hand. Na drie uur strijd begon de tegenstander zich langzamerhand terug te trekken. Meteen voerden de Orderidders een tegenaanval uit. Ze slachtten die dag ongeveer 3500 man af.

## Gevolgen
Na deze nieuwe mislukking zag de Turkse opperbevelhebber Mesih Pasha geen mogelijkheid meer om zijn gehavende leger er van te overtuigen een nieuwe aanval uit te voeren. Op 17 augustus gaven de Ottomanen de aanval definitief op en zeilden met hun vloot naar de Italiaanse oostkust, waar zij Otranto veroverden. De Turken lieten een volledig verwoest eiland achter, waarvan de wederopbouw het jaar daarop bemoeilijkt werd door een zware aardbeving.
De woede van de sultan over de afloop van deze expeditie kostte Mesih Pasha niet het leven, maar hij werd ontslagen uit al zijn functies en werd als een eenvoudige Sanjakbey naar de provincie overgebracht.